# بلدة برتراند (ميشيغان)
برتراند (بالإنجليزية: Bertrand Township, Michigan)‏ هي بلدة تقع بولاية ميشيغان في الولايات المتحدة. تبلغ مساحتها 90.7 (كم²)، وترتفع عن سطح البحر 239 م، بلغ عدد سكانها 2657 نسمة في عام تعداد الولايات المتحدة 2010 حسب إحصاء مكتب تعداد الولايات المتحدة وتصل الكثافة السكانية فيها 29.8 نسمة/كم2.

## وصلات خارجية
- bertrandtownship.com
- The US50 - Cities and Towns in Michigan State
- Michigan Cities and Towns, Facts, Map, Flag, Colleges, Government, and More